# Liste der Naturdenkmale in Lauterbach (Hessen)
Die Liste der Naturdenkmale in Lauterbach (Hessen) nennt die im Gebiet der Stadt Lauterbach im Vogelsbergkreis in Hessen gelegenen Naturdenkmale.
| Bild            | Bezeichnung                        | Ortsteil, Lage                             | Beschreibung                                                     | Art        | Nr.      |
| --------------- | ---------------------------------- | ------------------------------------------ | ---------------------------------------------------------------- | ---------- | -------- |
| Fotos hochladen | Eiche in der Asmusbach             | Frischborn 50° 37′ 3,5″ N, 9° 21′ 52,5″ O  |                                                                  | Einzelbaum | 11.059.1 |
| BW              | Ulme an der Adolf-Spiess-Turnhalle | Lauterbach 50° 37′ 51,6″ N, 9° 23′ 49,2″ O | Löschung 1990.                                                   |            | 058      |
| Fotos hochladen | Lindengruppe auf der Saustallkuppe | Maar 50° 40′ 55,4″ N, 9° 22′ 37,1″ O       |                                                                  | Baumgruppe | 11.060.1 |
| Fotos hochladen | Kalkwand                           | Maar 50° 33′ 59,6″ N, 9° 16′ 43,2″ O       | stillgelegter Kalksteinbruch. Unterer und Mittlerer Muschelkalk. |            | 11.061.2 |

## Belege
1. ↑  
Naturdenkmale in Hessen. (pdf; 405 kB) Anlage zu Kleine Anfrage der Abg. Ursula Hammann (BÜNDNIS 90/DIE GRÜNEN) vom 15.04.2011 betreffend Biotopverbund Teil 2 und Antwort der Ministerin für Umwelt, Energie, Landwirtschaft und Verbraucherschutz. Hessischer Landtag, 22. Juni 2011, S. 103–108, abgerufen am 4. Februar 2016.
2. 1 2 3 4 5  
Naturdenkmäler im Vogelsbergkreis -Übersichtstabelle- Anlage 1 der Verordnung. (pdf; 30 kB) www.vogelsbergkreis.de, 1. Januar 2018, abgerufen am 7. Januar 2022.

- Karte mit allen Koordinaten:
- OSM |
- WikiMap